# Крокер (Вашингтон)
Крокер (англ. Crocker) — переписна місцевість (CDP) в США, в окрузі Пірс штату Вашингтон. Населення — 1450 осіб (2020).

## Географія
Крокер розташований за координатами 47°4′51″ пн. ш. 122°6′14″ зх. д. / 47.08083° пн. ш. 122.10389° зх. д. (47.080911, -122.103834).  За даними Бюро перепису населення США в 2010 році переписна місцевість мала площу 18,74 км², з яких 18,54 км² — суходіл та 0,20 км² — водойми.

## Демографія
Згідно з переписом 2010 року, у переписній місцевості мешкало 1268 осіб у 464 домогосподарствах у складі 350 родин. Густота населення становила 68 осіб/км².  Було 496 помешкань (26/км²).
Расовий склад населення:
| - 92,7 % — білих - 1,1 % — корінних американців - 1,0 % — азіатів - 0,4 % — чорних або афроамериканців |

До двох чи більше рас належало 4,2 %. Частка іспаномовних становила 4,2 % від усіх жителів.
За віковим діапазоном населення розподілялося таким чином: 23,5 % — особи молодші 18 років, 67,4 % — особи у віці 18—64 років, 9,1 % — особи у віці 65 років та старші. Медіана віку мешканця становила 40,5 року. На 100 осіб жіночої статі у переписній місцевості припадало 114,9 чоловіків;  на 100 жінок у віці від 18 років та старших — 112,7 чоловіків також старших 18 років.
Середній дохід на одне домашнє господарство  становив 83 299 доларів США (медіана — 80 114), а середній дохід на одну сім'ю — 88 029 доларів (медіана — 85 139). За межею бідності перебувало 9,8 % осіб, у тому числі 17,0 % дітей у віці до 18 років та 0,0 % осіб у віці 65 років та старших.
Цивільне працевлаштоване населення становило 750 осіб. Основні галузі зайнятості: виробництво — 16,9 %, роздрібна торгівля — 14,8 %, освіта, охорона здоров'я та соціальна допомога — 11,9 %, науковці, спеціалісти, менеджери — 9,9 %.